# Линкольнс-Инн-Филдс
Линкольнс-Инн-Филдс (Lincoln’s Inn Fields) — площадь-парк на границе лондонских округов Вестминстер и Камден, к югу от Холборна, самая большая площадь в Лондоне. Её возникновение связывают с градостроительной деятельностью Иниго Джонса в начале XVII века, а своё название она берёт от близлежащей адвокатской палаты Линкольнс-Инн (см. судебные инны).
В 1695—1848 годах в парке находился одноимённый театр. На его сцене состоялись премьеры опер Пёрселла «Дидона и Эней» (1700, первое публичное исполнение) и «Оперы нищих» (1728), обе эти оперные постановки — важнейшие вехи в истории английской музыки. Также в «Линкольнс-Инн-Филдз» были впервые поставлены оперы Генделя «Гименей» (1740) и «Деидамия» (1741) — последние генделевские оперы.
Наиболее замечательные нынешние здания на Линкольнс-Инн-Филдс — дом-музей Джона Соуна, Линдси-хаус (предположительно, одно из мест действия диккенсовского «Холодного дома») и георгианская резиденция герцога Ньюкасла, Ньюкасл-хаус. Существует мнение, что здешний парк послужил прообразом Центрального парка в Нью-Йорке. Он оборудован площадками для игры в теннис и нетбол.